# Sage Canaday
Pour les articles homonymes, voir Canaday.
Sage Canaday est un athlète américain né le 14 novembre 1985 en Oregon. Coureur d'ultra-trail depuis 2012, il a notamment remporté le Tarawera Ultramarathon en 2013 et 2014, la Lake Sonoma 50 en 2013 et 2017 et la Speedgoat 50K en 2013, 2014 et 2015.

## Résultats en Trail
| no  | masculin           | Course                                                  | Longueur | Départ            | Temps            |
| --- | ------------------ | ------------------------------------------------------- | -------- | ----------------- | ---------------- |
| 1re | Médaille d'or      | Course du Mont Washington                               | 12,2 km  | 16 juin 2012      | 58 min 12 s      |
| 5e  | 5e                 | Challenge mondial de course en montagne longue distance | 42,2 km  | 9 septembre 2012  | 3 h 06 min 47 s  |
| 1er | Médaille d'or      | Tarawera Ultramarathon                                  | 100 km   | 16 mars 2013      | 8 h 53 min 34 s  |
| 1er | Médaille d'or      | Lake Sonoma 50                                          | 50 mi    | 13 avril 2013     | 6 h 14 min 55 s  |
| 3e  | Médaille de bronze | Transvulcania                                           | 83 km    | 11 mai 2013       | 7 h 09 min 57 s  |
| 1er | Médaille d'or      | Speedgoat 50K                                           | 50 km    | 27 juillet 2013   | 5 h 08 min 07 s  |
| 1er | Médaille d'or      | Tarawera Ultramarathon                                  | 69 km    | 15 mars 2014      | 5 h 33 min 38 s  |
| 3e  | Médaille de bronze | Lake Sonoma 50                                          | 50 mi    | 12 avril 2014     | 6 h 12 min 58 s  |
| 3e  | Médaille de bronze | Transvulcania                                           | 73 km    | 10 mai 2014       | 7 h 11 min 39 s  |
| 1er | Médaille d'or      | Speedgoat 50K                                           | 50 km    | 19 juillet 2014   | 5 h 12 min 30 s  |
| 1er | Médaille d'or      | Challenge mondial de course en montagne longue distance | 21,1 km  | 16 août 2014      | 2 h 10 min 03 s  |
| 1er | Médaille d'or      | Speedgoat 50K                                           | 50 km    | 25 juillet 2015   | 5 h 13 min 02 s  |
| 3e  | Médaille de bronze | Transvulcania                                           | 73 km    | 7 mai 2016        | 7 h 14 min 16 s  |
| 3e  | Médaille de bronze | Hong Kong 100                                           | 100 km   | 14 janvier 2017   | 10 h 03 min 50 s |
| 1er | Médaille d'or      | Lake Sonoma 50                                          | 50 mi    | 15 avril 2017     | 6 h 17 min 55 s  |
| 3e  | Médaille de bronze | Speedgoat 50K                                           | 50 km    | 29 juillet 2017   | 5 h 31 min 06 s  |
| 2e  | Médaille d'argent  | Speedgoat 50K                                           | 50 km    | 21 juillet 2018   | 5 h 29 min 22 s  |
| 2e  | Médaille d'argent  | Marathon de Pikes Peak                                  | 42,2 km  | 25 août 2019      | 3 h 39 min 03 s  |
| 8e  | 8e                 | Skyline Scotland                                        | 29 km    | 22 septembre 2019 | 3 h 35 min 07 s  |
| 5e  | 5e                 | Tarawera Ultramarathon                                  | 102 km   | 8 février 2020    | 8 h 54 min 20 s  |
| 2e  | Médaille d'argent  | Speedgoat 28K                                           | 31 km    | 25 juillet 2025   | 3 h 7 min 4 s    |

## Marathons
| Année | Événement                  | Temps           | Positionnement |
| ----- | -------------------------- | --------------- | -------------- |
| 2007  | Marathon de Houston        | 2 h 22 min 22 s | 20e place      |
| 2007  | Marathon Duluth Grandma's  | 2 h 21 min 43 s | 10e place      |
| 2008  | Marathon de New York       | 2 h 30 min 06 s | 42e place      |
| 2010  | Marathon de Boston         | 2 h 24 min 07 s | 33e place      |
| 2010  | Marathon de Chicago        | 2 h 19 min 18 s | 17e place      |
| 2011  | Marathon de San Diego      | 2 h 16 min 52 s | 8e place       |
| 2012  | Houston U.S Olympic Trials | 2 h 18 min 24 s | 43e place      |
| 2014  | Marathon de Carlsbad       | 2 h 22 min 15 s | 2e place       |
| 2015  | Marathon de Los Angeles    | 2 h 20 min 02 s | 12e place      |
| 2015  | Marathon de Boston         | 2 h 19 min 12 s | 16e place      |
| 2015  | Marathon de Sacramento     | 2 h 19 min 51 s | 10e place      |
| 2016  | Marathon de Houston        | 2 h 20 min 32 s | 15e place      |
| 2018  | Marathon de Houston        | 2 h 19 min 50 s | 9e place       |
| 2018  | Marathon de Copenhague     | 2 h 23 min 35 s | 17e place      |
| 2019  | Marathon de Rotterdam      | 2 h 23 min 11 s | 31e place      |

## Record Personnels
| Évènement                         | Distance | Temps           | Positionnement |
| --------------------------------- | -------- | --------------- | -------------- |
| Marathon de San Diego             | 42,2 km  | 2 h 16 min 52 s | 8e place       |
| Semi-Marathon du Nouvelle-Orléans | 21,1 km  | 1 h 4 min 32 s  | 5e place       |
| 20 kilomètres de New Haven        | 20 km    | 1 h 3 min 11 s  | 17e place      |
| 15 kilomètres de Portland         | 15 km    | 47 min 23 s     | 1re place      |
| 10 kilomètres de Détroit          | 10 km    | 31 min 11 s     | 1re place      |